# 鄭谷
郑谷（849年—911年），字守愚，江西袁州（今宜春）人，唐代诗人。

## 生平
父郑史为永州刺史。七歲能詩，早年隐居荆門，受知於李朋、马戴、司空图、薛能、李频。广明元年（880年）黃巢入长安，鄭谷隨奔西蜀。光啟三年（887年）進士，景福二年（893年）釋褐授京兆鄂（今陕西户县）县尉，摄京兆参军。乾寧元年官右拾遺，乾寧三年迁官补阙。昭宗避难華州，郑谷亦赴華州，“寓居云台道舍”，因而自称诗集为《雲台編》。乾寧四年（897年）官至都官郎中，人称郑都官。生逢乱世，际遇坎坷。晚年歸隱宜春仰山書屋。郑谷與許棠、任濤等九人時相唱和，時稱“芳林十哲”，“尝赋鹧鸪，警绝”，故有“郑鹧鸪”的称号。郑谷隐居仰山，有一诗僧齐己以一首《早梅》诗求教，郑谷將诗中“前村深雪里，昨夜数枝开”的“数枝”改为“一枝”，齐己下拜，當時士子又稱郑谷称为齐己的“一字之师”。其作品有《云台编》三卷、《宜阳集》三卷以及《国风正诀》一卷等。

## 作品
鷓鴣
暖戲煙蕪錦翼齊，品流應得近山雞。

雨昏青草湖邊過，花落黃陵廟裏啼。

遊子乍聞征袖濕，佳人纔唱翠眉低。

相呼相應湘江闊，苦竹叢深春日西。